# Jakarta (Erzählung)

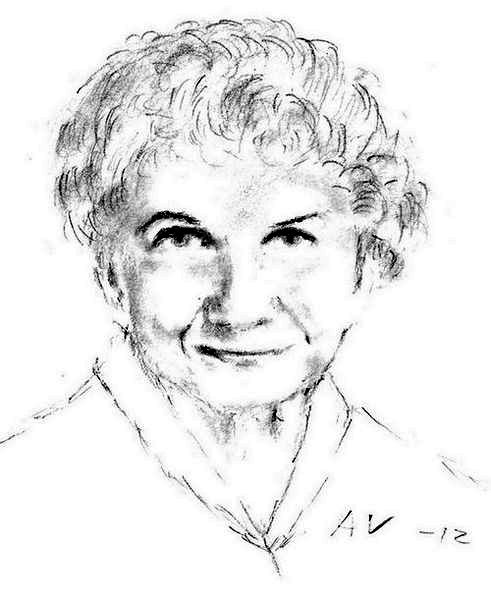
Alice Munro, Nobelpreis für Literatur 2013

Jakarta ist eine Erzählung von Alice Munro aus dem Jahr 1998, in deren Eröffnung der Titel von Virginia Woolfs Werk A Room of One's Own (1929) anklingt: „Kath and Sonje have a place of their own on the beach...“. Die beiden Frauen werden nicht mehr lange in den Rollen bleiben, die sie am Anfang der Erzählung innehaben. Erzählt wird, wie Sonje und Kent während einer Begegnung nach 40 Jahren auf den Sommer Rückschau halten, der ihr Leben veränderte, und wie Sonje sich nach ihrem Ehemann sehnt, der auf merkwürdige Weise verschwunden ist.
Der Titel der Geschichte bezieht sich auf die indonesische Hauptstadt Jakarta. Sonje denkt, dass die Vermutung sicherlich falsch ist, „That somebody dead might be alive and in Jakarta.“   
Jakarta hat einen Umfang von 38 Seiten und wurde 1998 in The Love of a Good Woman publiziert, dem neunten Band mit Munros Erzählungen. Das Werk ist weder in einer Zeitschrift publiziert worden, noch wurde es später in einen der Auswahlbände aufgenommen. Auf Deutsch ist Jakarta mit demselben Titel im Band Die Liebe einer Frau enthalten, der 2000 in einer Übersetzung von Heidi Zerning bei Fischer verlegt wurde und 2013 in der dritten Taschenbuchauflage erschienen ist.